# まんが極道
『まんが極道』（まんがごくどう）は、唐沢なをきによる日本の漫画作品。エンターブレインの月刊漫画雑誌『コミックビーム』にて連載された。
2013年12月号からは、タイトルを『まんが家総進撃』（まんがかそうしんげき）に改題。2016年8月号にて完結した。

## 概要
『月刊IKKI』に連載された『漫画家超残酷物語』（『漫画家残酷物語』のパロディ）の続編となる、一話完結式のギャグ漫画。毎回異なる漫画家（または漫画家志望者や読者、編集者）を主人公として彼らが漫画の道を極めようとしたり、漫画で人生を踏み外したりする様を描く。内容はおおむねフィクションだが、唐沢本人が実際に体験したことなども作中に反映されている。
第16回文化庁メディア芸術祭マンガ部門審査委員会推薦作品。

## 登場人物
基本的に登場人物は毎回変わるが、複数話にわたって描かれる人物もいる。また死亡したり廃人になった人物でも別の話で再登場することもある。ただし、これは作中の時系列が各話の発表順序に従っていないためであり、死人が意味もなく生き返ったりしているわけではない。

### 青虫関係者
天狗岳 やまと（てんぐだけ やまと）
週刊少年青虫の看板作品である『あぶらげくん』の作者。
連載当初は熱意に溢れ漫画に対して真摯に取り組んでいたが、単行本累計がウン百万部に達したところで、ネットの評判を気にし過ぎるあまり原稿が描けなくなるスランプに陥る。
半年間もスランプを抜け出せないまま悩んでいたところ担当編集者の「軽く描けばいい」という言葉に流され、全ページを鉛筆のラフ描きにしたり、人物を「へのへのもへじ」にしたりと手抜き作品を作るようになっていく。
そんな手抜き作品でもなぜか読者人気が落ちることはなく、『あぶらげくん』は累計ウン千万部・アニメ化・ドラマ化・パチンコ化と大ヒットを飛ばし、一流作家の地位を不動のものとする。
山本 孫太郎虫（やまもと まごたろうむし）
週刊少年青虫にて累計発行部数5000万部を誇る『ごわごわくん』の作者。
青虫だけでなく赤虫・ワラジムシ・YOUNGコネガムシにも連載を持つ売れっ子漫画家であるが、人間性が最悪の性格破綻者であり嫁やアシスタントに暴言・暴力をふるったりすることが日常茶飯事。
アシスタントに「食事はカップラーメンのみ」「トイレは1日1回」「昼間の電気の使用禁止」など極端な経費削減を強要したりするドケチでもある。
2回目以降の登場では、作品の人気に陰りが見え連載作品は相次いで打ち切られ、メジャー雑誌はおろかマイナー雑誌ですら相手にされない扱いを受けるようになる。
日当 晴乃（ひあたり はるの）
『ざざ虫くん』の作者。
穏やかな性格であり、自分の作品を大学時代の漫画仲間に嫉妬混じりの批判や文句をつけられたりアシスタントが不真面目な態度をとっても温和に対応していた。
しかし『ざざ虫くん』が順調に人気作品になっていったにも関わらず 「自分の中ではいつまでたっても上手くならない」という創作に対する悩みから、ビルから投身自殺をして死んでしまう。
なお、作者の自殺後も『ざざ虫くん』はシリーズものとして何十本もの続編が作られており、20年後の世界においても、未だに新シリーズが作られ続けているほどの人気である。
晴山 ノイズ（はるやま ノイズ）
『低所得労働者くん』の作者。同作品は、アニメ化・ドラマ化・映画化と大ヒットを飛ばしている。
当初は、マイナー雑誌であるコミックひよけむしにて『貧乏くん』を連載していたが、異例中の異例でメジャー雑誌の青虫でも連載を持つようになる。
いずれの作品も社会の底辺の郷愁をさそう作風であるが、作者の晴山自身は資産家の息子であり「作品は全てうそんこで描いた」とTVのインタビューで語っている。
鈴木 三素（すずき さんそ）
『根菜コロシアム』の作者。
上記作品のヒットにより巨万の富を築いたが、キャバクラにハマってしまう。
キャバクラに早く行きたいがために背景が真っ白の手抜き原稿を作ったり、福利厚生費と称して何百万もの金を使うようになる。
一度は何百万も貢いだキャバ嬢に振られ傷心するが、めげずに別のキャバ嬢にアタックし続けている。
モデルとなった漫画家は鈴木みそではないと単行本4巻で作者が否定している。
逆元 ミズチ（さかもと ミズチ）
『ザリガニ』シリーズの作者。真面目で謙虚な人格者である。
シリーズ1作目の『ザリガニ大決戦』にて社会現象を起こすほどの爆発的なヒットを記録。
後に『ザリガニ大決戦外伝』『ザリガニスーパーバトル』『ザリガニ学園』『ザリガニ大戦G』『ザリガニ世紀末大戦』など、青虫から他誌に移籍しながら何十作もザリガニシリーズの続編を描き続ける。
しかし、ファンからは「1作目以外は全て駄作」「すっかり劣化している」「名作を汚している」と評価され人気はまったく出ていない。

### その他の青虫関係者
迷中 マリ（まよなか マリ）
月刊少女青虫の看板作品である『信じれば愛×2（ラブラブ）』の作者。
単行本累計1000万部の売れっ子漫画家であるが、新興宗教団体の熱心な信者であり、その教祖の御言葉にしたがい漫画を描いている。
少女向け雑誌にて肛門性交や3Pなどの過激な性描写が読者の支持を集め、中堅作家としての地位を不動のものとする。
後に、所属していた宗教団体がインチキ詐欺団体だと判明し、団体の広告塔であった彼女は世間から迫害されることになるが、彼女は自分で新たな宗教法人を立ち上げそれなりに繁盛する。
若乙女 命（わかおとめ みこと）
月刊少女青虫の創刊以来から30年以上も連載が続いている人気作『聖アレキサンドリア学園の灯』の作者。
非常にプライドが高く、巻頭カラーをたった2ヶ月間だけ他の作家に取られただけでも怒り狂う。また、読者人気のためならば強引な手を使うことも厭わない。
同雑誌で連載している迷中マリとは人気1位の座を争う犬猿の仲で、顔を合わせるたびにケンカしている。
蓑竹 ヨブコ（みのたけ ヨブコ）
青虫SG(サナギ）の『薔薇の伝説』『真・薔薇の伝説』の作者。
大学時代は天狗岳やまとや日ノ元髄太と同じ漫画サークルに所属し、真面目に漫画家を目指していた女性。
わずか3年で50冊もの創作系同人誌を作るなど漫画にかける熱意はあったが、後から入ってきた後輩の女性にそのサークルを追い出されることになる。
その後も、別の漫画サークルに所属し漫画活動を続けようとするが、そこは漫画サークルとは名ばかりでロクに努力もせず遊び呆けてるだけの無気力なメンバーの集まりであったため、その態度に激昂し殺傷事件を起こしてしまう。
刑務所に10年間服役後、亀島洞洞のアシスタントとなりマジメに漫画活動を続け「青年SG(サナギ)」にてプロデビューするものの、作品が単行本1冊分も溜まらないうちに打ち切りに遭っている。
その後、悪い男に騙されAVデビューさせられるなど色々な災難にあうが、それらの経験も漫画のコヤシにして人気作家の仲間入りを果たす。

### 赤虫関係者
山田 一億（やまだ いちおく）
『エリンギくん』の漫画原作者。
元々は『しいたけくん』という累計ウン億部売れた漫画の原作者であったが、いつしかTVのニュースバラエティや深夜番組のタレントとして活躍するようになり、漫画への情熱を失っていく。
「エリンギくん原作者」とは名ばかりであり、まったくと言っていいほど作品に関与せず製作を作画担当に丸投げにしている状態にもかかわらず、世間には自分の作品であるとアピールをしている。
佐藤 折佐馬（さとう おれさま）
『流氷メイド トド子ちゃん』の作者。
マイナー漫画の絵をトレースし話をパクった作品で、少年赤虫新人賞を受賞して漫画家となる。
そのことで味を占め「あぶらげくん・ごわごわくん・ねこ女ミャオちゃん・母恋いツンデレメイド」などありとあらゆる作品をトレースしまくり大ヒット作家の仲間入りを果たす。
作品が有名になるにつれネット上でトレス検証サイトが作られ、パクったことが編集者にバレそうになるが罪悪感もなくシラを切り続ける。
最終的には、同人誌からもパクって作品を作るようになり、オタク達の怒りを買って祭りへと発展する。

### 蛆虫関係者
夷藤 アラザン（いとう アラザン）
『あつあげBOY』の作者。
蛆虫編集部主導の元、青虫の人気作『あぶらげくん』のキャラクターから設定まで、ありとあらゆる部分をパクりまくった作品で大ヒット作家となる。
『あぶらげくん』の作者が事故死すると、今度は『ざざ虫くん』をパクり、『ざざ虫くん』の作者が自殺すると今度は『お天気くん』をパクるといった手法を繰り返し、死ぬまでパクリ漫画を貫き通した。
八岐 一郎（やまた いちろう）
28歳の漫画志望者。コミックス第1巻の表紙のキャラクター。
容姿は作者の唐沢なをきが他作品でも使っている「トマト頭の自画像」にそっくりである。
小学生のころから自分の中で温め続けてきたファンタジー漫画を、何度も何度も持ち込んでいるが編集部から「別ジャンルを描け」と一蹴され続けている。
勘解由大路 餓醜麻呂（かでのおおじ がじゅまろ）
少年蛆虫漫画大賞受賞者。
「ミステリアスな自分」にとことんこだわっており、他人に正体がバレないよう人前に顔を出さず一風変わった行動を取っている新人漫画家。
ペンネームを上記のようなわざと読みづらい長ったらしい名前にしたり、自分のホームページに意味ありげな詩や関係ない情報をわざとチリばめたり、影響を受けた作家名に見たことも聞いたこともない海外のアーティストを挙げるなどしている。
ショタ好きの趣味があり、エロムービーを違法ダウンロードしている。
加藤 シンバツ（かとう シンバツ）
『さぼてん戦士ペヨテ』の作者。まだ単行本を1冊しか出していない新人漫画家。
上記作品の人気は着実に上がってきており新人としては順調な滑り出しだったが、読者から頻繁に届く作品への誹謗中傷メールに神経をすり減らしていた。
「相手をしたら負け」と分かっていても新人のせいか割り切れずに鬱憤を溜めていると、読者から自分の元に自分の作品の単行本が届く。

### ゴミムシ関係者
印堂 更沙（いんどう さらさ）
『新・なきみそ君』の作者。女性漫画家。
元は漫画家の妻であり、過去に同人誌をやっていた経験からアシスタントとして夫の作品を手伝っていた。
しかし、日頃から夫に殴る蹴るなどのDV被害を受けており苦しい生活を続けていた。
とある偶然から夫が事故死し、DVから解放されたうえに夫の人気連載を引き継ぐことになるが、再婚相手にも再びDVを受けている。
ン崎 章太郎（ンざき しょうたろう）
45歳の漫画家志望者。
「もっと絵が上手くなってから投稿しよう」「もっと話がうまく作れるようになってから持ち込み」しようなどとマイペースに進めていたら、あっという間に年を食ってしまった。
青虫に持ち込みしたところ年齢のせいでボロクソに叩かれたことがトラウマになり、ゴミムシに持ち込んだ時は年齢を21歳と偽った。

### ガガンポ関係者
桃本 ルナ（もももと ルナ）
ガガンポ史上最大のヒット作『ねこ女ミャオちゃん』の作者。
ネット上では「作者は17歳の女子高生漫画」という噂が流れていたが、実際は作品のかわいい絵柄からは想像できないほどムサいおっさんであった。
作中ではほとんどマトモに喋らず、気に入らないことがあると「うがー」などと奇声を上げて巨体と怪力に任せて暴れまわるデリケートな神経の持ち主。ガガンポ連載陣の中では、唯一しめきりをキチンと守る。
トビムシひろし
『萌えロリメイドののたん』『新・萌えロリメイドののたん』の作者。
そこそこのヒット作を持つ中堅漫画家であったが、気分転換として始めたロックバンド活動にドップリとハマりすぎてしまい、本業である漫画がおろそかになり打ち切りにあう。
音楽はしょせん遊びで始めたレベルなので、バンド仲間からは高い機材の購入や飲み会の時のサイフ役として思われておらず、メジャーデビューするには足手まといだと切り捨てられる。
20年後の世界では行方不明になっていることが語られている。
増枡 ノボル（ますます ノボル）
『フトモモにいちゃん』の作者。
締め切りギリギリの状態にも関わらず、友人宅に逃げたり居酒屋で酒を飲むなど現実逃避癖があり、よく原稿を落とす。
性格は気弱で優柔不断の怠け者であり、よく居留守を使って編集者の催促から逃げている。
漫画家交流会のために、漫画そっちのけで隠し芸の練習をするなど、仕事に対して不真面目な点が多い。
竜舌蘭 煌夜香（りゅうぜつらん きらびやか）
『星のアマビエ』の作者。女性漫画家であり本名はトミ子。
連載と同時に同人活動も行っており「商業誌なんかやっても同人の半分の儲けにもならない」と締め切り間近でも商業誌より同人を優先し、担当編集者をよく困らせている。
テレビやニコ生にも出演し、よく顔出ししており、けっこうかわいいと評判。
頭山 四郎五郎（あたまやま しろごろう）
『操演番町』『トクサツマン』など数多くの連載を抱える漫画暦20年の中堅作家。
テレビから取材を受けるエピソードでは作者の唐沢なをき自身が経験したことがネタにされている。
ゾル山 浩（ゾルやま ひろし）
『ウロボロスの鰻』の作者。
何百ページにもわたる設定資料を作るなど、作中の世界観やギミックを凝りすぎるあまり、肝心の話やキャラクターがお留守になる設定馬鹿。
作風はハードSF一筋であり、「内容がマニアすぎるため一般受けしない」と編集者に指摘され続けているが、別ジャンルを描くつもりはまったくない様子。そのためか、初連載作品もあっという間に打ち切られている。
ララァやトト治とは知り合い。

### その他の漫画家
満丸 角哉（まんまる かくや）
『お天気くん』の作者。中学生漫画家。
見た目はごく普通のおとなしめの中学生だが、こっそり隠れてエロ漫画を描きまくることが趣味。
後に、自分が描いたエロ漫画で何十回もオナニーをしてテクノブレイクを起こし死んでしまう。
彼の死後に残された何千枚にも渡るエロ漫画は、出版社の目に止まり遺稿集として発売されエロ漫画業界において伝説を残すこととなる。
日ノ本 髄太（ひのもと ずいた）
マイナー雑誌の4コマ漫画家。妻帯者。
大学時代は天狗岳やまとや蓑竹ヨブコと同じ漫画サークルに所属しており、当時はサークル内で唯一、漫画新人賞をとるなど最も将来有望であった。
しかし、その後に日の目を浴びることはなかったようで、10年以上ボロアパートで貧乏な暮らしを続けている。
4コマ漫画１本では食べいけないのか山本孫太郎虫のアシスタントとして働いていた。
大月 春幕（おおつき しゅんまく）
ギャグ漫画家。
1本あたりのページ数は少ないものの、月に30本もの締め切りを抱えている。
漫画には情熱をかけて取り組んでおり、自分の脳内で自分の分身と対話しながら魂をかけて作品を作っているためか、手抜き作家やパクリ作家は許せない様子。
ただ、漫画家としての地位は低いようで、条例や法律を極端に気にした編集部から無断で作品のセリフを変更させられたり、描き直しを何度も強要されるなど理不尽な目にあっている。
息鳴 雲留（いきなり くもる）
大手同人作家。ヘラヘラとした態度の青年で、非常に口が悪くプロ相手でも見下した態度を取る。
同人界ではトップクラスの実力を持っており、何千部〜何万部ものエロ同人誌を売りさばき、マンションや車や高級時計などを買い揃えるほどの収入を得ている。
漫画は金儲けのツールと完全に割り切っており同人誌のほうが儲かるからと、出版社からの仕事の依頼は断り続けている。
胎中マル太とは友人
胎中 マル太（たいなか まるた）
エロ漫画家。
子供のころから純粋に漫画が描くのが大好きで、普通の漫画家になるのが夢だったが、才能がなかったのか30歳になってもマイナー雑誌ですらデビューできなかった。
友人の息鳴に頼まれて描いたエロ同人がきっかけで、首の皮1枚で何とかエロ漫画家になることができたものの、両親が自分の作品を読んで興奮し弟をつくったことがトラウマになりエロ漫画が描けなくなる。
亀島 洞洞（かめしま ドードー）
売れっ子漫画家。
アシスタントは全員女性であり、プロデビューの口利きをしてあげるというエサを使って女喰いをしまくっていた。
ただし、手を出すのは将来に見込みがなく大成しそうにない娘（ララァやヨブコ）に絞っており、しっかりしていた。
最終的にはヤクザの娘に手を出してしまい、事務所に拉致されリンチを受け行方不明になってしまう。
浜中 東茄子（はまなか とうなす）
『ウミウシくん』『フジツボくん』の作者。漫画暦10年。
奇抜なアイデアが受けてマイナー雑誌の『ひよけむし』にてヒット作家への王手をかけるが、メジャー雑誌の青虫にてまったく同じアイデアの作品を出されてしまう。
自分の作品のほうが先だったのにも関わらず、知名度の差から青虫の作品がオリジナル扱いされ、世間からはパクリ作家扱いを受けてしまう。
2回目の登場でも、新しいアイデアで再びヒット作家への王手をかけるが、途中からまったくやる気のない担当編集者と当たってしまい、打ち切りの危機に遭うなど不運な人物である。
凸拍子 守（とっぴょうし まもる）
『GO! GO! 天狗おやじ』の作者。画業50年の大ベテラン漫画家。
上記作品はコミックス99巻以上のロングランを記録し、未だに売れ続けている人気作品である。ただし、凸拍子が作品に関与したのは最初の1巻のみで、今現在はストーリーも作画も全て別の人が行っている。
もはや名ばかり原作者同然なのだが、何度も編集部に押しかけては現在の作品に文句を垂れていくだけの老害と化しており、編集長達からは「早く死なないかな」と思われている。
安栗 土地郎（あんぐり とちろう）
51歳の漫画家。
今までの人生ずっと漫画ばかりだったが、子供ができたことによって人生が一変する。
境遇および容姿は作者の唐沢なをきが他作品でも使っている「トマト頭の自画像」そっくりである。
また、唐沢よしこの自画像そっくりのキャラも妻役として登場する。

### その他の漫画家志望者
夢脳 ララァ（ゆめのう ララァ）
漫画家志望の女性。名前はペンネームで本名と年齢不明。作中で最も登場回数が多い人物。
時には「小学生のラクガキ」と言われるなど、漫画の実力はあらゆる面において水準以下であるが、自分の作品に大きな自信を持っている。
酒の勢いで担当編集者と一夜を共に過ごしたことをきっかけに、メジャー雑誌の『少年赤虫』で読みきり作品が掲載され、その後は枕営業にドップリとハマってしまう。
2回目以降の登場では、山本孫太郎虫や亀島洞々など様々な作家のアシスタントになっているが、背景がマトモに描けないなどまったく戦力になっていない。
自尊心が強く、ことあるごとに「自分はメジャー雑誌に載ったことがあるプロ」と称し、細かいカットなどは「コッパ仕事」と呼んでやりたがらなかったり不遜な面も多い。
篭目山 トト治（かごめやま ととじ）
45歳の漫画家志望の男性。
プロの漫画家を自称しているが、実は読みきりすら一度も雑誌に掲載されたことがないニートであり、母親のパート収入を頼りに生活している。
母親の勧めで、就職面接やお見合いなどを受けさせられるも「漫画が一番大事だ」と不遜な態度で受け、全て台無しにしている。
一応、同人誌も作っているが10冊程度しか売れていない。
ララァやゾル山とは知り合い。
山本 屑男（やまもと くずお）
元漫画家志望の男性。
「30歳までに漫画家になれなかったら田舎の家業を継ぐ」という約束で、親の金で東京に上京していたが、まったくモノにならず田舎に帰ってきた。
実際は本気で漫画に取り組んだわけでもなく時間を無駄にしていただけだが、漫画家になる夢を未だに諦めきれず家業もダラダラとやっている。
名前の通り人間性が狂っている点があり、東京で大地震が起こった時は、ネット上にデマを拡散してウサ晴らしするなどしていた。
ララァやトト治とは知り合い。
めめ山 太郎（めめやま たろう）
漫画家志望の男性。
元は一流企業のサラリーマンだったが、グータラな勤務態度が原因で上司に目をつけられてしまう。それが原因であっさりと辞表を提出し、漫画家を目指すことになる。
初めは少年青虫の新人賞で佳作を受賞するなど、漫画家として順調な滑り出しに見えたが「お情けでひっかかった」だけであり、最終的にはプロはおろか同人作家としても成功しなかった。
トイレの個室で大便をしていると、なぜか周りの本音の会話が偶然聞こえてくるという変わった星の持ち主。
宵町 サヤカ子（よいまち サヤカコ）
漫画家志望の女性。
山本孫太郎虫に憧れてアシスタントとして働いていたが、性格破綻者であった孫太郎から暴行を受けたり脅迫されたりして入院してしまう。
2回目の登場では、画業30年のベテラン作家の元でアシスタントして働くが、彼女が寝ている間にアイデアノートやキャラクターの設定ノートを盗み見され、ベテラン作家に無断使用されてしまう。
最初はアイデアを盗まれたのではないかと疑問に感じていたが、高い給料や高級菓子などの高待遇に飼いならされてしまい何も言えない状態になっている。
姿 三太郎（すがた さんたろう）
25歳の4コマ漫画家志望者。
同じアパートに住んでいる漫画家志望の後輩達と「新世紀4コマ漫画同盟」なるものを結成しており、 落ち込んでいる後輩を励ましたり、生活費を貸してあげるなど面倒見がよく「ガタさん」の愛称で慕われている。
しかし、肝心の漫画の作風はひたすら時代遅れであり、5年間持ち込みして3本の読み切りしか載せてもらっていない状況である。
その後、後輩達だけが次々とメジャーデビューをし編集部からは「用無し」と切り捨てられる。

### その他の登場人物
沢田 漏斗（さわだ じょうご）
スーパーのアルバイト店員。
晴山ノイズをデビュー作から追っている熱烈なファンであり、作中の貧乏な人物と自分の境遇を重ねあわせ心のより所にしていた。
あまりにリアルな作中の雰囲気から、作者の晴山も自分と同じ貧乏人であると勝手に思い込んでいたが、晴山が実は資産家の息子であり、あらゆる面において自分よりも恵まれた人物であることが分かると、嫉妬に狂ったあまり釘バットで殺害しに行く。
初登場以降も、たびたび現れては自分の漫画論を語っていくが、なぜか毎回殴られている。
多摩渕 玉男（たまぶち たまお）
39歳の自称漫画家。
ネット掲示板でプロの売れっ子漫画家を自称しているニートであり、作中では一度もペンを握っている描写はない。
ウサ晴らしに山本孫太郎虫や日当晴乃などのプロ作家のHPを荒らしており、最終的にはエスカレートし過ぎて犯罪予告をしていまい警察に逮捕される。
にくもとツラユキ
ホモ漫画が好きな男子高校生。
学校や家庭ではアイドルのおっかけを公言するなどしてノンケ偽装をしているため、ゲイであることはバレていない。
「牡熊兄貴」というガチムチホモ漫画家の大ファンであり、読むだけでは飽き足らず自分で作品を描いて投稿したりしていた。
ある日、自分の父親宛に届いた荷物を見たことによって驚愕の事実を知ることになる。
泥棒くん
本名不明のサラリーマン。
漫画・アニメ・同人誌・ゲーム・映画といったらありとあらゆる物を、ファイル交換ソフトや違法サイトでタダで手に入れている割れ厨。
コンビニで、まったく買う気がないのに8時間立ち読みしたり、シールで閉じられてる本を勝手に破くなど、何がなんでも業界に金を落とすことを拒否している。

### 20年後の世界の登場人物
干野 ギミノリ（ほしの ギミノリ）
70歳過ぎの同人作家。定職にはついておらず90歳を超える母親の年金を頼りに生活している。
母親に足蹴したり夜中に近所迷惑も考えず大声で騒ぐなど常識がなく、何かにつけてプロ作家やプロの作品を批判している。
印税目当てに、死亡した知人の作品を自分のものだと偽って出版するなどセコい部分がある。
逆富士 イヌヒコ（さかふじ イヌヒコ）
70歳過ぎの同人作家。コンビニのアルバイトで生計を立てている。
ギミノリと比べればまだ常識的な面もあるが、目の前でギミノリの母親が突然死したにも関わらず、同人誌の締め切りが近いからと病院や警察に届け出ず、原稿を優先するなど冷徹な部分もある。
社会不適応者であり初対面の人間とはマトモに喋れない。
後に、自分の同人誌のファンである若い女性と結婚しギミノリとは童貞仲間ではなくなる。

## 協力
執筆協力者として以下の名がクレジットされている。
- 第8話「while my guitar gently weeps」に、監修・川崎ぶら
- 第10話「センス オブ ワンダーくん」に、協力・本気鈴
- 第12話「女のシヤワセ」に、監修・唐沢よしこ

## 単行本
まんが極道
1. 2007年6月初版発行。第1話から第12話までを収録。 ISBN 978-4-7577-3550-7
2. 2008年5月初版発行。第13話から第24話までを収録。 ISBN 978-4-7577-4181-2
3. 2009年5月初版発行。第25話から第36話までを収録。 ISBN 978-4-7577-4840-8
4. 2010年2月初版発行。第37話から第47話までを収録。 ISBN 978-4-04-726324-6
5. 2011年2月初版発行。第48話から第58話までを収録。 ISBN 978-4-04-727073-2
6. 2012年1月初版発行。第59話から第69話までを収録。 ISBN 978-4-04-727801-1
7. 2013年1月初版発行。第70話から第80話までを収録。 ISBN 978-4-04-728661-0

まんが家総進撃
1. 2014年1月初版発行。第1話から第11話までを収録。連載時には『まんが極道』のタイトルで掲載され、第81話から第91話にあたる。 ISBN 978-4-04-729335-9
2. 2014年12月初版発行。第12話から第22話までを収録。 ISBN 978-4-04-730045-3
3. 2015年10月初版発行。第23話から第33話までを収録。 ISBN 978-4-04-730728-5
4. 2016年9月初版発行。第34話から最終話までを収録。 ISBN 978-4-04-726256-0